# Absu
Absu — американская экстрим-метал группа, основанная в 1989 году в Далласе.

## История
Группа была создана в 1989 году и первоначально носила имя Dolmen, затем непродолжительное время — Azathoth. В 1991 году название сменилось на Absu, музыканты взяли его из шумеро-аккадской мифологии (Абзу — мировой океан). Основателями группы были Equitant Ifernain (гитара, бас, тексты песен) и Shaftiel (гитара, вокал). После выпуска двух демозаписей и одного мини-альбома к ним присоединились Proscriptor McGovern (ударные, вокал, тексты песен), David Athron Mystica (гитара) и Black Massith (клавишные). К коллективу проявил интерес лейбл Gothic Records, и в таком составе группа записала свой первый полноформатный альбом Barathrum: V.I.T.R.I.O.L. 1993 года, после чего David Athron Mystica и Black Massith покинули коллектив. Трио подписалось на французский лейбл Osmose Productions, на котором был перевыпущен их дебютный альбом и вышли следующие два альбома The Sun of Tiphareth 1995 года и The Third Storm of Cythraul 1997 года. Следующие четыре года Equitant и Proscriptor были заняты в эмбиент проекте Equimanthorn, единственным релизом Absu стал мини-альбом In the Eyes of Ioldánach 1998 года.
В 2001 к Absu присоединился второй гитарист Kashshapxu, в этом же году вышел следующий альбом Tara, продолживший кельтскую тематику двух предыдущих релизов. После выпуска Tara Equitant покинул группу из-за музыкальных разногласий (хотя он и продолжал сотрудничать с Proscriptor’ом в других проектах). Proscriptor вскоре серьёзно поранил руку, и ему потребовался почти год на восстановление. К этому моменту Shaftiel потерял интерес к группе, Kashshapxu также покинул коллектив и Proscriptor приостановил работу над Absu чтобы заняться другими проектами. Среди прочего Proscriptor пробовался на роль ударника в Slayer, однако к ним в итоге вернулся оригинальный ударник Дэйв Ломбардо. В 2005 году Proscriptor и Equitant выпустили сборник Mythological Occult Metal: 1991–2001, содержащий редкие треки, концертные записи и каверы.

## Дискография
- 1993 — Barathrum: V.I.T.R.I.O.L.
- 1995 — The Sun of Tiphareth
- 1997 — The Third Storm of Cythraul
- 2001 — Tara
- 2009 — Absu
- 2011 — Abzu